# 임용덕
임용덕(임치후)는 대한민국의 가수및 프로듀서겸 작곡,편곡가로 1990년 "홀로부르는 노래"를 타이틀로 당시의 굴지의 음반기획사인 "뮤직디자인"을 통해 데뷔하였다. 
심리학과를 중퇴하고 서울예술대학교에서 연극연출을 전공하던 중 뮤지컬 "사랑앓이 소동 (원작-세익스피어, 극본- 주백, 연출- 권영근)"의 주연으로 공연 중 뮤직디자인의 서희덕 대표에게 발탁되어 대중가수로 데뷔하였다. 
한동안 가수와 프로듀서로 활동하던 임용덕은 1995년에는 정시로(정일영)와 함께 프로젝트 네오락 그룹 뱅크를 결성, 활동하며 "가질 수 없는 너"로 대중들에게 많은 사랑을 받았다.
뱅크 2집 "가을의 전설" 녹음 중에 탈퇴한 그는 "뮤페이스"라는 기획사를 운영하며 음반 프로듀서로써 "나는 문제없어"를 부른 황규영, 황호욱, 김지수, 걸그룹 키치 등을 비롯한 많은 음반에 편곡자와 피아노 세션, 코러스 등으로 참여했으며 다양한 장르의 음악을 기획하며 대중음악 기획자로 자리 잡았다.
현재는 인쇄 및 미디어 제작사 팩토리비 비웨이브의 제작총괄 PD 및 공동대표로 있으며 미디어제작 기획 및 컨설팅을 하고 있다.
- 1990년 솔로앨범 "홀로부르는 노래" 발표
- 1991년 노래패 "하늘" 결성 - 소극장공연 및 언더그라운드 활동
- 1995년 네오락그룹 "뱅크" 결성 1집 "가질 수 없는 너에게" 발표
- 1997년 음반기획사 "뮤페이스" 설립 걸그룹 "키치" 음반기획
- 2000년 (주)이로드 설립
- 2002년 듀아이 커뮤니케이션 설립
- 2006년 (주)매일옥션 전무이사 취임
- 2019년 미디어제작사 팩토리비 설립 (공동대표 겸 제작총괄 PD)